# Annel de Noré

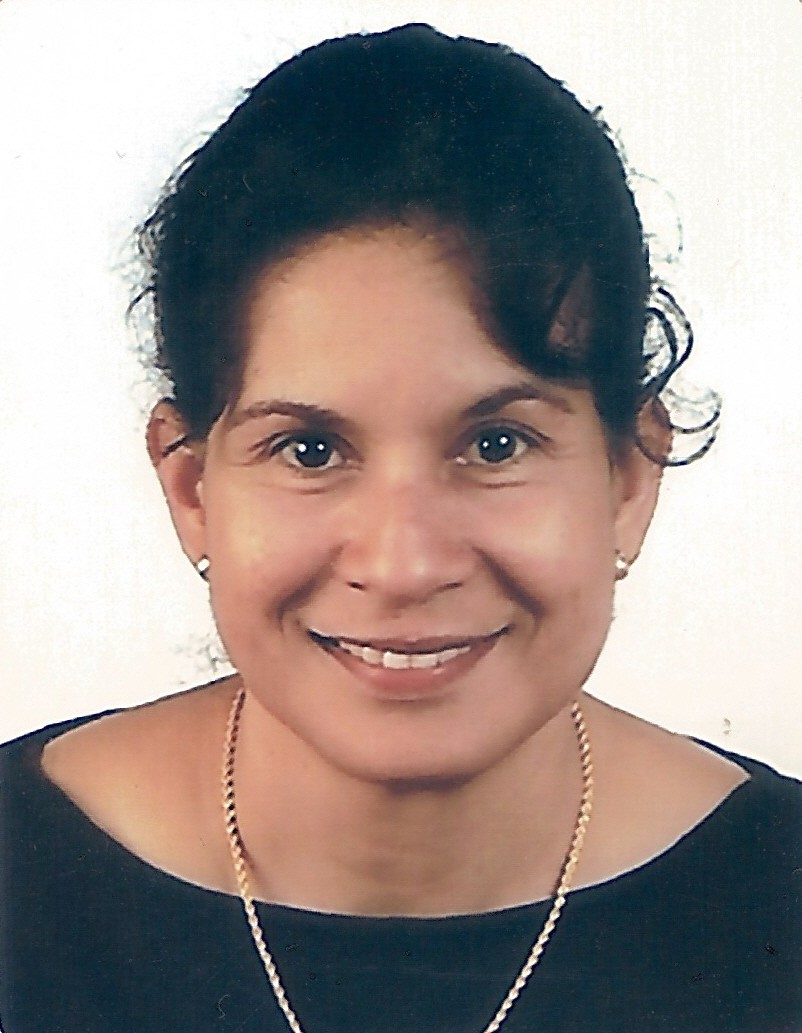
Annel de Noré.

Annel de Noré (Paramaribo, 15 de diciembre de 1950) es una escritora de Surinam; sule utilizar el pseudónimo Netty Simons. Trabaja en el ámbito de la educación. En el 2001 se radicó en los Países Bajos.
Con su primera novela De Bruine Zeemeermin (2000), Annel de Noré ganó una premio en la categoría prosa del concurso organizado por la embajada neerlandesa en Caracas, para la zona neerlandesa del Caribe. La dedicación y esfuerzo de esta novel autora quedó confirmada por la publicación de la primera colección de historias de De Noré titulada Het kind met de grijze ogen (2004), que tratan sobre sueños frustrados y expectativas depositados en relaciones dolorosas. En el 2007 publicó la novela Stem uit duizenden.